# Anton Bernolák

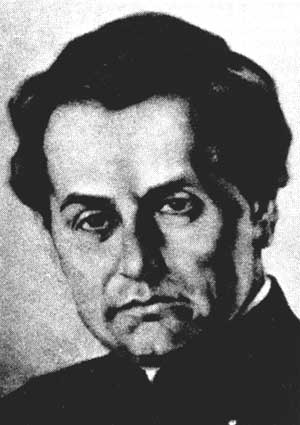
Anton Bernolák

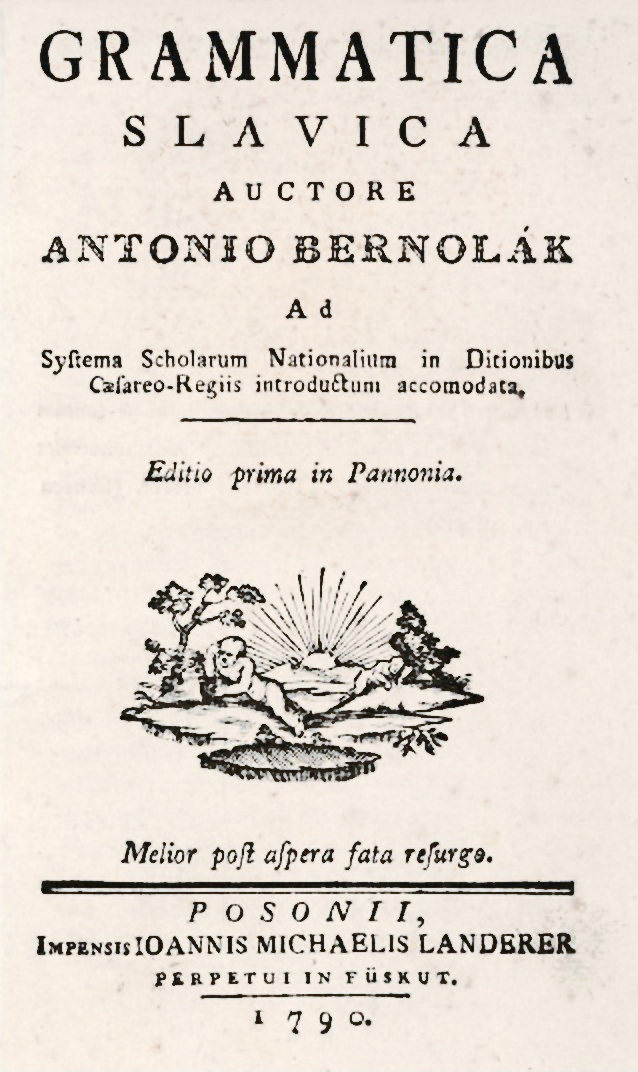
Titelblatt von Bernolaks Gramatica Slavica aus dem Jahr 1790

Anton Bernolák (slowakisch Anton Bernolák; * 1. Oktober 1762 in Slanica bei Námestovo; † 15. Januar 1813 in Nové Zámky) war ein wichtiger Pionier der slowakischen Nationalbewegung und Sprache. Der Priester und Philologe beschäftigte sich mit der Grammatik der slowakischen Sprache und trug zu ihrer Kodifizierung bei, die erst mit der Štúr-Generation durchgesetzt wurde.

## Leben
Er wurde als Kind eines Landherren geboren und besuchte von 1774 bis 1778 das Gymnasium in Ružomberok. Er studierte danach Rhetorik, Philosophie und Poetik in Bratislava und Trnava sowie Theologie in Wien. Nach dem Studium besetzte er von 1778 bis 1791 die Stelle als Kaplan in Lanschütz. Anschließend war er sechs Jahre als Sekretär der erzbischöflichen Vikariats in Trnava tätig. Seit Mai 1797 bis zu seinem Tod leitete er die Pfarrei in Nové Zámky und stand dem dortigen Dekanat vor. Gleichzeitig verwaltete er die dortige Schule. 
1792 gründete er mit Juraj Fándly das Slovenské učené tovaryšstvo in Trnava und wurde dessen Vorsitzender. Diese Genossenschaft hatte weitere Niederlassungen in der Slowakei und war Herausgeber von Büchern in der so erstmals kodifizierten slowakischen Sprache. Der bedeutendste, der in dieser neuen Sprachform schrieb, war Juraj Fándly.

## Person
Sein außerordentliches Talent zeigte sich bereits auf dem Generalseminar in Bratislava, als er sich für die kulturellen Reformen der Kaiserin Maria Theresia und von Joseph II. begeisterte. Er leitete den Verein zur Pflege der slowakischen Sprache (Spoločnosť na pestovanie slovenského jazyka) und propagierte die nationale Wiedergeburt der Slowaken. Zur Realisierung seiner Ideen und Ziele hatte er fachliches Grundwissen. Er sprach mehrere Sprachen – sowohl klassische als auch moderne – und hatte ein breitgefächertes Allgemeinwissen, angefangen bei Ökonomie, Medizin, Ästhetik, Musik bis hin zur Politik. Seine Hauptaktivität war der Sprache gewidmet. Ihm war klar, dass ein Volk sich nicht langfristig selbstständig entwickeln kann, wenn es sich nicht mit einer lebendigen Sprache verständigen kann.
In die slowakische Geschichte schrieb er sich schließlich als erster Kodifikator des Schriftslowakischen ein. Auch wenn seine Schriftsprache nicht auf dem gesamten Gebiet verwendet wurde, so setzte er doch Zeichen für ein sich national befreiendes Volk. Den Grundstein dazu legte er bereits bei einem Studium durch den Vorschlag, einen Entwurf für die grammatikalische Bearbeitung der slowakischen Sprache auszuarbeiten. Sein Entwurf wurde 1787 durch die in Latein verfasste Schrift Philologisch-kritische Ausarbeitung der slawischen Buchstaben (Filologicko-kritické rozpravě o slovanských písmenech) realisiert, die er gemeinsam mit weiteren Mitgliedern des Vereins verfasste. Drei Jahre später veröffentlichte er sein Grammatikbuch.

## Werke

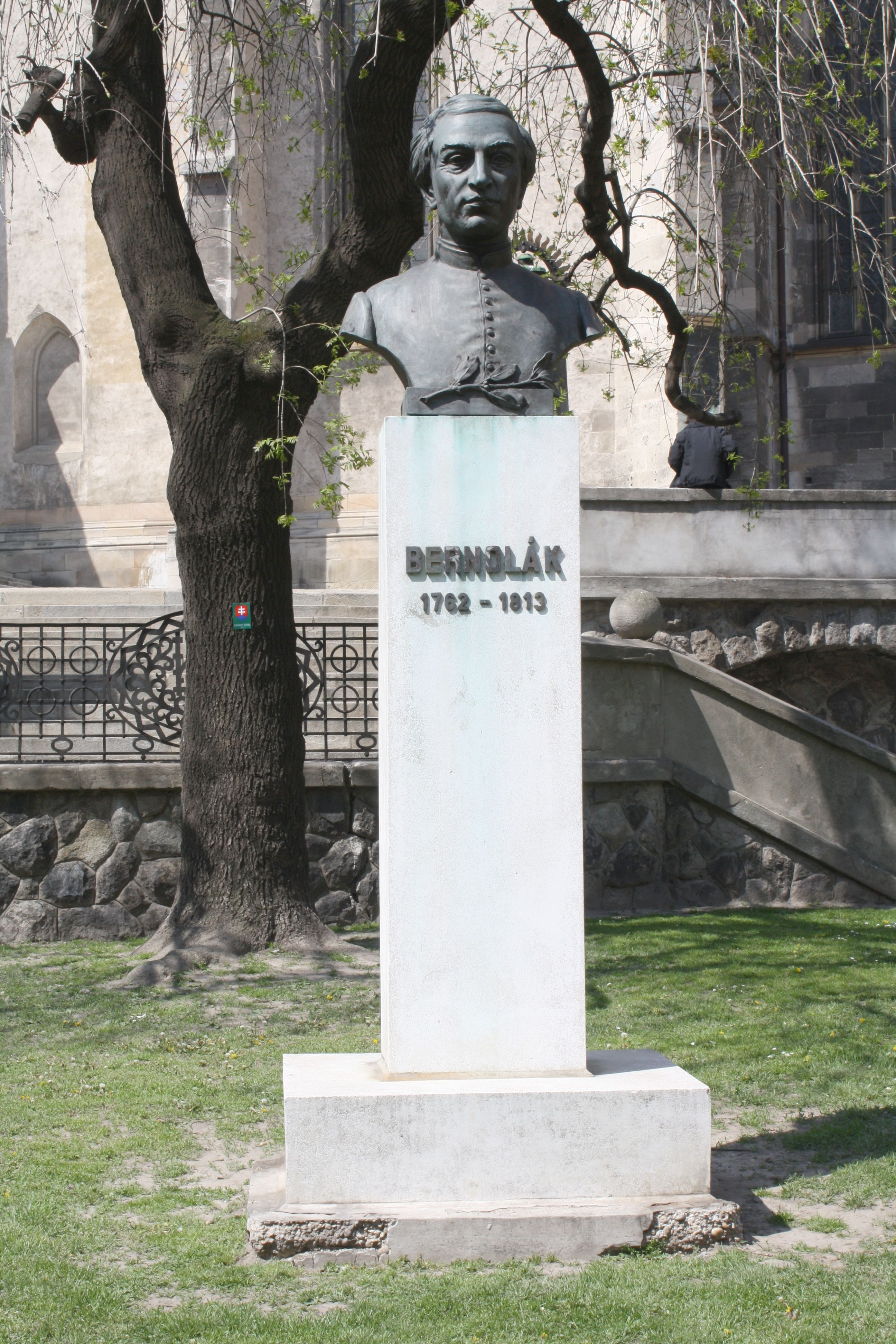
Denkmal in Bratislava

Der Großteil seiner Werke ist der Linguistik gewidmet. Sein Werk gilt als ein erster, wenn auch erfolgloser Versuch einer Kodifizierung der slowakischen Sprache. Erfolgreicher war der Schriftsteller und Politiker Ľudovít Štúr kurz danach. Erst die im Jahre 1846 von Štúr durchgesetzte Sprachreform wurde zur Grundlage auch der heutigen slowakischen Schriftsprache.

### Grammatische Werke
- Dissertatio-critica de literis Slavorum (Bratislava 1787).
- Grammatica Slavica Auctore Antonio Bernolák Ad Systema Scholarum Nationalium in Ditionibus Caesareo-Regiis introductum accomodata. Erste Auflage, Posonium (d. i. Preßburg, Bratislava) 1790 (archive.org).
- Etymologia vocum slavicarum, sistens modum multiplicandi vocabula per derivationem & compositionem (Tyrnavia 1791).

### Wörterbücher
- Slowár Slowenskí Češko-Laťinsko-Ňemecko-Uherskí seu Lexicon Slavicum Bohemico-Latino-Germanico-Ungaricum auctore Antonio Bernolák Nobili Pannonio Szlaniczensi [Slowakisches Tschechisch-lateinisch-deutsch-ungarisches Wörterbuch, seu …] I–VI, Ofen (heute Budapest), 1825–27 (erst nach seinem Tod durch Juraj Palkovič herausgegeben)